# 岡林豊明
岡林 豊明（おかばやし とよあき、1958年9月30日 - ）は関西テレビ放送東京支社総務部担当部長、元アナウンサー。

## 来歴・人物
長崎県長崎市出身。早稲田大学卒業後、1982年関西テレビにアナウンサーとして入社。以来スポーツ実況中継を担当。スポーツ部副部長（2008年〜2009年5月）を経て、同年6月から現職。

## 過去の担当番組
- スポーツ実況中継（プロ野球、大阪国際女子マラソン、バレーボール、Jリーグなど）
- プロ野球ニュース
- FNN NEWSCOM
- FNN スーパーニュースweekendなど
- ローカルニュース主に土日